# Zilveren Leeuw - Grote Juryprijs
De Zilveren Leeuw - Grote Juryprijs (Leone d'argento - Gran premio della giuria) is een Italiaanse filmprijs die sinds 1951 jaarlijks wordt uitgereikt aan een speelfilm in de competitie van het Filmfestival van Venetië.

## Geschiedenis
De huidige naam wordt sinds 2013 gebruikt, maar sinds de oprichting in 1951 heeft deze verschillende andere namen gehad: Speciale Juryprijs (toegekend van 1951 tot 1982 en van 2006 tot 2012); en Grand Special Jury Prize (toegekend van 1983 tot 2005). De benaming "Grote Juryprijs" kwam er na de creatie van een echte Speciale Juryprijs. De twee prijzen zijn de tegenhangers van de Grand Prix en de Prix du Jury die op het filmfestival van Cannes worden uitgereikt en komen overeen met de tweede en derde plaats na de Gouden Leeuw voor beste film.
Het is dus een prijs die wordt toegekend aan een film die, ondanks dat hij niet de winnaar van het festival is, toch opviel en bijzonder gewaardeerd werd door de leden van de internationale jury. Meestal wordt rekening gehouden met bepaalde aspecten van het werk die niet bijdragen aan de toekenning van de eerste prijs, maar wel een meerwaarde aan het werk geven, of het kan een indirecte erkenning zijn die aan de filmmaker wordt toegekend.

## Winnaars van de Grote Juryprijs
| Jaar                | Film                                           | Regisseur                           |
| ------------------- | ---------------------------------------------- | ----------------------------------- |
| 1951 (12de editie)  | A Streetcar Named Desire                       | Elia Kazan                          |
| 1952 (13de editie)  | La Bergère et le Ramoneur                      | Paul Grimault                       |
| 1952 (13de editie)  | Mandy                                          | Alexander Mackendrick               |
| 1954 (15de editie)  | Executive Suite                                | Robert Wise                         |
| 1958 (19de editie)  | Les Amants                                     | Louis Malle                         |
| 1958 (19de editie)  | La sfida                                       | Francesco Rosi                      |
| 1959 (20ste editie) | Ansiktet                                       | Ingmar Bergman                      |
| 1960 (21ste editie) | Rocco e i suoi fratelli                        | Luchino Visconti                    |
| 1961 (22ste editie) | Mir vchodjasjtsjemoe (Peace to Him Who Enters) | Aleksandr Alov en Vladimir Naoemov  |
| 1962 (23ste editie) | Vivre sa vie                                   | Jean-Luc Godard                     |
| 1963 (24ste editie) | Le Feu follet                                  | Louis Malle                         |
| 1964 (25ste editie) | Il vangelo secondo Matteo                      | Pier Paolo Pasolini                 |
| 1964 (25ste editie) | Gamlet (Hamlet)                                | Grigori Kozintsev en Iosif Sjapiro  |
| 1965 (26ste editie) | Mne dvadtsat let                               | Marlen Choetsjev                    |
| 1965 (26ste editie) | Modiga mindre män                              | Leif Krantz                         |
| 1965 (26ste editie) | Simón del desierto                             | Luis Buñuel                         |
| 1966 (27ste editie) | Chappaqua                                      | Conrad Rooks                        |
| 1966 (27ste editie) | Abschied von gestern                           | Alexander Kluge                     |
| 1967 (28ste editie) | La Cina è vicina                               | Marco Bellocchio                    |
| 1967 (28ste editie) | La Chinoise                                    | Jean-Luc Godard                     |
| 1968 (29ste editie) | Nostra Signora dei Turchi                      | Carmelo Bene                        |
| 1968 (29ste editie) | Le Socrate                                     | Robert Lapoujade                    |
| 1981 (38ste editie) | Sogni d'oro                                    | Nanni Moretti                       |
| 1981 (38ste editie) | Eles Não Usam Black-tie                        | Leon Hirszman                       |
| 1982 (39ste editie) | Imperativ                                      | Krzysztof Zanussi                   |
| 1983 (40ste editie) | Biquefarre                                     | Georges Rouquier                    |
| 1984 (41ste editie) | Les Favoris de la lune                         | Otar Iosseliani                     |
| 1985 (42ste editie) | Tangos, el exilio de Gardel                    | Fernando Solanas                    |
| 1986 (43ste editie) | Storia d'amore                                 | Francesco Maselli                   |
| 1986 (43ste editie) | Tsjoezjaja Bjela i Rjaboi (Wild Pigeon)        | Sergej Solovjov                     |
| 1987 (44ste editie) | Hip hip hurra!                                 | Kjell Grede                         |
| 1988 (45ste editie) | Camp de Thiaroye                               | Ousmane Sembène en Thierno Faty Sow |
| 1989 (46ste editie) | Et la lumière fut                              | Otar Iosseliani                     |
| 1990 (47ste editie) | An Angel at My Table                           | Jane Campion                        |
| 1991 (48ste editie) | A Divina Comédia                               | Manoel de Oliveira                  |
| 1992 (49ste editie) | Morte di un matematico napoletano              | Mario Martone                       |
| 1993 (50ste editie) | Bad Boy Bubby                                  | Rolf de Heer                        |
| 1994 (51ste editie) | Natural Born Killers                           | Oliver Stone                        |
| 1995 (52ste editie) | A Comédia de Deus                              | João César Monteiro                 |
| 1995 (52ste editie) | L'uomo delle stelle                            | Giuseppe Tornatore                  |
| 1996 (53ste editie) | Brigands, chapitre VII                         | Otar Iosseliani                     |
| 1997 (54ste editie) | Ovosodo                                        | Paolo Virzì                         |
| 1998 (55ste editie) | Terminus paradis                               | Lucian Pintilie                     |
| 1999 (56ste editie) | Bād mā rā khāhad bord (باد ما را خواهد برد)    | Abbas Kiarostami                    |
| 2000 (57ste editie) | Before Night Falls                             | Julian Schnabel                     |
| 2001 (58ste editie) | Hundstage                                      | Ulrich Seidl                        |
| 2002 (59ste editie) | Dom doerakov (House of Fools)                  | Andrej Kontsjalovski                |
| 2003 (60ste editie) | Le Cerf-volant (The Kite)                      | Randa Chahal Sabag                  |
| 2004 (61ste editie) | Mar adrento                                    | Alejandro Amenábar                  |
| 2005 (62ste editie) | Mary                                           | Abel Ferrara                        |
| 2006 (63ste editie) | Daratt                                         | Mahamat-Saleh Haroun                |
| 2007 (64ste editie) | I'm Not There                                  | Todd Haynes                         |
| 2007 (64ste editie) | La Graine et le Mulet                          | Abdellatif Kechiche                 |
| 2008 (65ste editie) | Teza                                           | Haile Gerima                        |
| 2009 (66ste editie) | Soul Kitchen                                   | Fatih Akın                          |
| 2010 (67ste editie) | Essential Killing                              | Jerzy Skolimowski                   |
| 2011 (68ste editie) | Terraferma                                     | Emanuele Crialese                   |
| 2012 (69ste editie) | Paradies: Glaube                               | Ulrich Seidl                        |
| 2013 (70ste editie) | Jiaoyou (Stray Dogs)                           | Tsai Ming-liang                     |
| 2014 (71ste editie) | The Look of Silence                            | Joshua Oppenheimer                  |
| 2015 (72ste editie) | Anomalisa                                      | Charlie Kaufman                     |
| 2016 (73ste editie) | Nocturnal Animals                              | Tom Ford                            |
| 2017 (74ste editie) | Foxtrot                                        | Samuel Maoz                         |
| 2018 (75ste editie) | The Favourite                                  | Giorgos Lanthimos                   |
| 2019 (76ste editie) | J'accuse                                       | Roman Polański                      |
| 2020 (77ste editie) | Nuevo orden                                    | Michel Franco                       |
| 2021 (78ste editie) | È stata la mano di Dio                         | Paolo Sorrentino                    |
| 2022 (79ste editie) | Saint Omer                                     | Alice Diop                          |
| 2023 (80ste editie) | Aku wa sonzai shinai (Evil Does Not Exist)     | Ryusuke Hamaguchi                   |
| 2024 (81ste editie) | Vermiglio                                      | Maura Delpero                       |